# Angga Candra
Angga Candra Lukita (ur. 22 stycznia 1991 r.) lub znana również jako Angga Candra – indonezyjski muzyk, autor tekstów i piosenkarz.

## Kariera
Angga Candra ma długą karierę jako piosenkarz. Dołączył do kilku grup muzycznych. Wśród nich są Crabypatty, River, Filosofi, Catur, Coffee, a na końcu założył zespół o nazwie Adipati. Adipati ostatecznie dołączył do Trinity Optima Production. Stamtąd on i jego pięciu przyjaciół zaczęli być znani w indonezyjskim świecie muzycznym. Jedna ze słynnych piosenek Adipatiego nazywa się Selimut Jiran. W rzeczywistości piosenka została ponownie zaśpiewana przez grupę Repvblik.

## Dyskografia
- Kekasih Bayangan
- Sekecewa itu
- Orang Yang Salah
- Sampai Tutup Usia
- Semua Demi Kamu
- Sudah
- Sandaran Hati
- Pura Pura Lupa
- Terlalu
- Saat Terakhir
- Rindu